# اهمیت جدی بودن (فیلم ۱۹۵۲)
اهمیت جدی بودن (انگلیسی: The Importance of Being Earnest) فیلمی در ژانر کمدی رمانتیک به کارگردانی آنتونی اسکویت است که در سال ۱۹۵۲ منتشر شد. از بازیگران آن می‌توان به مایکل ردگریو، ادیث ایوانز، مارگارت رادرفورد، و میلز مالسون اشاره کرد.